# 1249
1249 (MCCXLIX) fue un año común comenzado en viernes del calendario juliano.

## Acontecimientos
- 8 de febrero: en los Países Bajos, una marea ciclónica supera las dunas costeras en Callantsoog (Den Helder), inundando partes del norte de Holanda, Frisia y Groninga.
- En Inglaterra se funda el University College, el primer college de la Universidad de Oxford.
- En Inglaterra, Roger Bacon escribe acerca del uso de anteojos de lentes convexos para tratar hipermetropía.
- En Tuy (Galicia) los habitantes se levantan contra el obispo local.
- En el reino de Aragón se establece la primera Inquisición estatal.
- En Egipto, el rey francés Luis IX captura la ciudad de Damietta, en la mayor batalla de la Séptima Cruzada.

## Nacimientos
- Eric V, rey danés (f. 1286).
- Humphrey de Bohun, aristócrata y militar inglés (f. 1298).
- Juan XXII, papa francés (f. 1334).
- Kameyama, emperador japonés (f. 1305).

## Fallecimientos
- 6 de julio: Alexander II, rey escocés (n. 1198).
- 19 de julio: Jacopo Tiepolo, político veneciano.
- 27 de septiembre: Raymond VII de Tolosa, aristócrata francés (n. 1197).